# Olivia Leyva
Leticia Olivia García Leyva (Acapulco, Guerrero, 1949-14 de febrero de 2019) fue una actriz y presentadora de televisión mexicana. Es recordada por haber sido una de las cuatro actrices que interpretaron al personaje de Gloria, en la serie El Chavo del 8 (1973).  

## Biografía y carrera

### Primeros años e inicios profesionales
Leticia Olivia García Leyva nació en 1949 en Acapulco, Guerrero. Era nieta de Carolina Vélez viuda de Leyva, maestra y directora de 1963 a 1965 de la escuela primaria Ignacio Manuel Altamirano, localizada en su natal Acapulco Guerrero. En dicha institución, en 1967, Olivia trabajó como profesora de segundo grado de primaria. Sin embargo, debido a su atractivo físico, decidió competir en Señorita México 1967, en el que representó al estado de Guerrero y obtuvo el tercer lugar. Posteriormente, abandonó sus labores como docente para perseguir una carrera como artista, iniciando como «chica a gogó», una bailarina del programa de televisión Discotheque Orfeon A Go-gó, y como modelo del champú Vanart y de la compañía de equipamiento fotográfico Kodak Mexicana, en la cual se le dio el título de miss Kodak.

### Incursión artística y vida
En 1970, se desempeñó como presentadora en el Festival Mundial de la Canción Latina, anunciando al cantante José José antes de que este interpretara en vivo la canción de «El triste», la cual le otorgó el tercer lugar como ganador de dicho evento. Un año después, en 1971, debutó como actriz participando con un pequeño papel en la película Las reglas del juego y, al año siguiente, en 1972, y también con un rol menor, intervino en el filme La fuerza inútil. En 1975, personificó durante cuatro episodios al personaje de Gloria, la tía de Paty, en la serie de televisión El Chavo del 8. Dicho papel también fue interpretado por otras tres actrices, que incluyeron a Maribel Fernández en 1972, Regina Torné en 1978, y Maricarmen Vela en 1987. Adicionalmente, fue el rol con el que logró consagrar su carrera como actriz. Otros de sus trabajos destacados incluyeron aparecer en algunas fotonovelas de la época e intervenir como presentadora de la versión mexicana del programa de televisión para niños Topo Gigio, este último era el personaje infantil de origen italiano protagonista de la emisión.
Luego de casarse en una fecha desconocida con el empresario Carlos Peralta, se retiró de la actuación y del mundo artístico, además de convertirse en nuera del también empresario Alejo Peralta. Con Carlos procreó tres hijos: Pablo Peralta García, Paola Peralta García y la presentadora de televisión Olivia Peralta García. En 1996, Olivia y Carlos se divorciaron.

## Muerte
El 14 de febrero de 2019, Leyva falleció a los 70 años de edad, víctima de cancer. Ese mismo día, su hija Olivia Peralta García había hecho el anunció de la llegada de su tercera hija, la bebé Olivia, nacida el 18 de julio de ese año. Su muerte fue anunciada el 17 de febrero, tres días después de haber ocurrido, esto a través de una publicación en Instagram escrita en la cuenta oficial de su hija Olivia. Su cuerpo fue cremado y sus cenizas fueron entregadas a Olivia, quien las sembró en una planta de la abundancia que posiblemente aún conserva.

## Filmografía

### Cine
| Año  | Título               | Papel       |
| ---- | -------------------- | ----------- |
| 1971 | Las reglas del juego | Desconocido |
| 1972 | La fuerza inútil     | Mari        |

### Televisión
| Año          | Título                                | Papel             |
| ------------ | ------------------------------------- | ----------------- |
| c. 1967-1969 | Discotheque Orfeon A Go-gó            | Bailarina         |
| 1970         | Festival Mundial de la Canción Latina | Presentadora      |
| 1970         | La hora de Mauricio Garcés            | Varios personajes |
| 1975         | El Chavo del Ocho                     | Gloria            |